# Stratená
Stratená est un village de Slovaquie situé dans la région de Košice.

## Histoire
Première mention écrite du village en 1723.

## Démographie

### Évolution de la population
| Année:               | 1994. | 2004.    | 2014.   | 2024.   |
| -------------------- | ----- | -------- | ------- | ------- |
| Nombre de personnes: | 194   | 140      | 128     | 119     |
| Différence:          |       | -27,83 % | -8,57 % | -7,03 % |

| Année:               | 2023. | 2024. |
| -------------------- | ----- | ----- |
| Nombre de personnes: | 119   | 119   |
| Différence:          |       | +0 %  |